# Accelerando
Accelerando, förkortas Acc., är en musikterm för att tempot ökar och ökar. Accelerando är vanligt i rysk folkmusik.